# Isla Magdalena, Mexiko

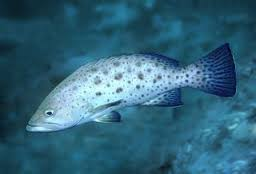
Mycteroperca prionura

Isla Magdalena är en ö i Mexiko. Den ligger på västra kusten i delstaten Baja California Sur, i den västra delen av landet. Ön har en area på 284 kvadratkilometer och en av de största öarna i Mexiko. Den tillhör kommunen Comondú och närmaste större samhälle är hamnstaden Puerto San Carlos. Ön är en barriärö mot fastlandet och viken som bildas kallas Bahía Magdalena.
Isla Magdalena är till stor del en öken och ön har många ovanliga arter av kaktusar. Havsuttrar har skådats på ön. Fiskar som finns i vattnet omkring ön är exempelvis mycteroperca jordani, mycteroperca rosacea, mycteroperca prionura och paralabrax clathratus. Dessa fiskar kan ibland bli så stora som 1,9 meter långa och väga uppemot 150 kilo.